# Archidiocèse de Kisumu
 (mars 2019).
L'archidiocèse de Kisumu est un siège métropolitain de l'Église catholique au Kenya. En 2013, il comptait 728 849 baptisés sur 2 490 000 habitants. 

## Territoire
L'archidiocèse recoupe les districts de Kisumu, Bondo et Nyandoand Siaya dans la province de Nyanza au Kenya.
Le siège de l'archidiocèse se trouve à Kisumu, à la cathédrale Sainte-Thérèse.
Le territoire est subdivisé en 37 paroisses.

## Histoire
La préfecture apostolique de Kavirondo est érigée le 15 juillet 1925 par le bref apostolique Ut aucto de Pie XI, recevant son territoire du vicariat apostolique du Nil supérieur (aujourd'hui archidiocèse de Tororo).
Le 27 mai 1932 par le bref Cum non sine de Pie XI, la préfecture apostolique est élevée au rang de vicariat apostolique avec le nom de vicariat apostolique de Kisumu.
Le 25 mars 1953, jour de l'Annonciation, le vicariat apostolique est élevé en diocèse par la bulle Quemadmodum ad Nos de Pie XII. Il était alors suffragant de l'archidiocèse de Nairobi.
Il cède successivement des portions de territoire pour de nouvelles circonscriptions ecclésiastiques:
- Le 29 juin 1953, pour la préfecture apostolique d'Eldoret (aujourd'hui diocèse);
- Le 20 octobre 1959, pour la préfecture apostolique de Ngong (aujourd'hui diocèse);
- Le 21 mai 1960, pour le nouveau diocèse de Kisii;
- Le 11 janvier 1968, pour le nouveau diocèse de Nakuru;
- Le 27 février 1978, pour le nouveau diocèse de Kakamega.

Le 21 mai 1990, le diocèse est élevé au rang d'archidiocèse métropolitain par la bulle Si quidem secundum de Jean-Paul II.

## Ordinaires

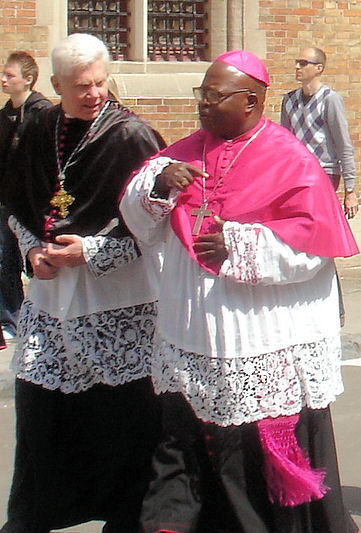
Zacchaeus Okoth.

### Préfet apostolique
- 2 décembre 1925-27 mai 1932 : Gorgon Brandsma (Gorgon Gregory Brandsma), M.H.M., préfet apostolique de Kavirondo.

### Vicaires apostoliques
- 27 mai 1932-† 20 juin 1935 : Gorgon Brandsma (Gorgon Gregory Brandsma), M.H.M., promu vicaire apostolique de Kisumu.
- 9 mars 1936-9 avril 1948 : Nicolas Stam, M.H.M.
- 9 avril 1948-25 mars 1953 : Frederick Hall, M.H.M.

### Évêques
- 25 mars 1953-2 décembre 1963 : Frederick Hall, M.H.M., promu évêque.
- 16 janvier 1964-20 mars 1976 : Joannes de Reeper, M.H.M.
- 9 décembre 1976-28 février 1978 : Philip Sulumeti
- 27 février 1978-21 mai 1990 : Zacchaeus Okoth

### Archevêques
- 21 mai 1990-15 novembre 2018 : Zacchaeus Okoth, promu archevêque.
- 15 novembre 2018-28 octobre 2021 : Philip Anyolo

## Statistiques
Selon l'Annuaire pontifical de 2012, l'archidiocèse comprenait en 2013 sur une population de 2 490 000 habitants, un nombre de baptisés de 728 849 fidèles (29,3%) pour 82 prêtres dont 58 diocésains et 24 réguliers, soit 8 888 baptisés par prêtre, avec 52 religieux et 278 religieuses répartis en 37 paroisses.
| année | baptisés | population totale | pourcentage | prêtres (total) | dont séculiers | dont réguliers | catholiques par prêtre | diacres | religieux | religieuses | paroisses |
| ----- | -------- | ----------------- | ----------- | --------------- | -------------- | -------------- | ---------------------- | ------- | --------- | ----------- | --------- |
| 1950  | 227 695  | 2 300 000         | 9,9         | 96              | 6              | 90             | 2.371                  |         |           | 118         | 33        |
| 1970  | 454 960  | 2 230 330         | 20,4        | 170             | 105            | 65             | 2.676                  |         | 83        | 295         | 41        |
| 1980  | 207 430  | 1 028 053         | 20,2        | 34              | 8              | 26             | 6.100                  |         | 34        | 113         | 17        |
| 1990  | 308 000  | 1 168 000         | 26,4        | 45              | 23             | 22             | 6.844                  |         | 54        | 129         | 23        |
| 1999  | 360 000  | 1 700 000         | 21,2        | 49              | 34             | 15             | 7.346                  |         | 30        | 166         | 25        |
| 2000  | 369 825  | 1 700 000         | 21,8        | 45              | 34             | 11             | 8.218                  |         | 27        | 143         | 25        |
| 2001  | 368 577  | 1 713 000         | 21,5        | 51              | 41             | 10             | 7.227                  |         | 20        | 165         | 25        |
| 2002  | 339 691  | 1 700 000         | 20,0        | 51              | 41             | 10             | 6.660                  |         | 21        | 177         | 25        |
| 2003  | 350 596  | 1 523 253         | 23,0        | 55              | 45             | 10             | 6.374                  |         | 25        | 148         | 27        |
| 2004  | 371 631  | 1 871 631         | 19,9        | 51              | 41             | 10             | 7.286                  |         | 26        | 165         | 30        |
| 2006  | 431 120  | 2 061 628         | 20,9        | 56              | 44             | 12             | 7.698                  |         | 30        | 185         | 33        |
| 2013  | 728 849  | 2 490 000         | 29,3        | 82              | 58             | 24             | 8.888                  |         | 52        | 278         | 37        |